# Jacek Bierkowski
Jacek Marek Bierkowski, né le 17 avril 1948 est un escrimeur polonais, pratiquant le sabre.

## Palmarès

### Jeux olympiques
- 1980 à Moscou
  - 13e en individuel et 4e en équipe
- 1976 à Montréal
  - 9e en individuel et 6e en équipe

### Championnats du monde
- 1981 à Clermont-Ferrand
  -  Médaille de bronze par équipes
- 1979 à Melbourne
  -  Médaille de bronze par équipes
- 1975 à Budapest
  -  Médaille d'argent en sabre individuel

### Championnats d'Europe
- 1981 à Foggia
  -  Médaille d'argent en sabre individuel

### Championnats de Pologne
- en 1976 et 1977, en individuel:
  - 2  Champion de Pologne de sabre